# Microfictions
Microfictions est un roman de Régis Jauffret publié le 18 janvier 2007 aux éditions Gallimard et ayant reçu le prix France Culture-Télérama la même année,. Certaines de ces nouvelles ont été reprises dans le recueil Ce que c'est que l'amour, paru en 2009.

## Résumé
Microfictions présente cinq cents nouvelles brèves d'une page et demie chaque, qualifiables de micronouvelles ou de microfictions (comme le titre l'indique). Elles se suivent par ordre alphabétique de leurs titres. Abordant souvent des sujets durs, l'auteur crée des scènes de vie où chaque protagoniste utilise la première personne pour son récit.

## Éditions
- Éditions Gallimard, coll. « Blanche », 2007,  (ISBN 2070783170).